# Зущик Лука Прокопович
Зущик Лука Прокопович (8 вересня 1909, с. Ляховці, Житомирська область — 20 жовтня 1994, Вишневе) — український майстер різьблення на дереві, інтарсії та інкрустації. Заслужений майстер народної творчості УРСР.

## Біографія
Народився 8 вересня 1909 року в селі Ляховці на Житомирщині. Батьки працювали у поміщика. Після революції 1917 року сім'я переїхала на хутір, де згодом збудувала власний дім. У родині було 8 дітей.
З 15 років Лука Прокопович ходив з батьком на заробітки, де навчався столярній справі. Під час колективізації його батько відмовився вступати до колгоспу.
У 1931 році одружився, разом із дружиною вступив до колгоспу, працював теслею та косарем. Під час Голодомору 1932—1933 років втратив батька, матір, брата та сестер.
У 1933 році переїхав працювати робітником на ст. Козятин Південно-Західної залізниці, а в 1935 році переїхав до Житомира, працював залізничником, теслею, столяром. У 1939 році після навчання на технічних курсах став бригадиром.
Під час Другої світової війни працював на відновленні залізничних колій у Москві та Сталінграді. Після війни переїхав до Калінінградської області, де займався відбудовою залізниць.
У 1952 році повернувся до України, оселився в с. Жуляни, працював на Київському вагоноремонтному заводі.
Помер 20 жовтня 1994 року. Похований на міському кладовищі у Вишневому.

## Творчість
Займатися творчістю почав у 50 років. Працював у техніці інтарсії та інкрустації, малював олійними фарбами. Його роботи експонувалися на обласних та республіканських виставках.
Понад 200 власних робіт подарував музеям СРСР та країн народної демократії. Деякі з його портретів були передані відомим особистостям:
- Юрій Гагарін — портрет
- Костянтина Ціолковського – портрет
- Герман Титов — портрет
- Валентина Терешкова — портрет Валентини Терешкової
- Долорес Ібаррурі — портрет іспанської політичної діячки
- Леонід Кравчук — портрет
- Фідель Кастро — портрет
- Національний заслужений академічний український народний хор імені Григорія Верьовки — портрет Григорія Верьовки

Його твори також включають:
- «Канів сьогодні» (1968)
- Панно «До 1500-річчя Києва» (1982)
- Портрет Богдана Хмельницького (1978)
- «Батьківська хата»
- «Партизан»
- Портрет Тараса Шевченка
- Портрет Максима Рильського
- Портрет Лесі Українки
- Портрет Миколи Ватутіна

Протягом 1980—1985 років вів гурток «Умілі руки» у Вишнівській ЗОШ № 2, де навчав дітей різьбярству та малюванню.